# Ivan Mance
Ivan Mance (Zagreb, 29. lipnja 1975.) hrvatski je stručnjak za poslovnu sigurnost, magistar informacijskih znanosti i doktor povijesnih znanosti.

## Životopis
Rodio se u Zagrebu 1975. godine. Na Visokoj školi za sigurnost u Zagrebu diplomirao je 2005. godine i stekao zvanje diplomirani inženjer sigurnosti. Magistrirao je na Fakultetu organizacije i informatike u Varaždinu 2011. godine, s temom: Prisutnost koncepta CRM-a u poslovanju trgovačkih društava za zaštitu na radu i mogućnost njegovog sustavnog uvođenja. Doktorirao je 2023. godine na doktorskom studiju povijesti Fakulteta hrvatskih studija, s temom: Hipoteza o Kosinjskoj tiskari - informacijsko-povijesna analiza, s najvećom pohvalom za iznimne znanstvene radove (summa cum laude).
Vodio je poslove integralne sigurnosti u Intereuropa d.o.o. i Hrvatskoj pošti, nakon čega djeluje samostalno. Na Sanitarnom inženjerstvu Zdravstvenog veleučilišta u Zagrebu predavao je kolegij Zaštita na radu u laboratoriju. Suosnivač je Europskog društva inženjera sigurnosti, višegodišnji član Matice hrvatske i Društva prijatelja glagoljice te suosnivač Znanstvenog i kulturnog društva Kosinj.

## Kosinjska tiskara
Problematikom Kosinjske tiskare, prve tiskare u Hrvata, inkunabulistikom te poviješću Like i Kosinja bavi se kontinuirano posljednjih 18 godina, o čemu je do sad objavio tri knjige te dvadesetak radova i novinskih članaka.
Bio je stručni suradnik župe Kosinj na projektu organizacije, postavljanja i otkrivenja spomenika i tri spomen-ploče (autor ak. kipar Slaven Miličević) prvom hrvatskom tiskaru Ambrozu Kacitiću u Donjem Kosinju (29. lipnja 2025.) te spomen-ploče Kosinjskoj tiskari u Kosinjskom Bakovcu.

## Djela

### Autorske i suautorske knjige
- Kosinj: izvorište hrvatske tiskane riječi (2013.)[1]
- Leksikon Ličana (2017.)
- Vinogradi u Kosinju (2019.)[2]
- Kosinjska tiskara (2023.)[3]

### Uredničke knjige
- Milan Bošnjak: Zelenoplavo (2013.)
- Milan Bošnjak: Neuki letači (2013.)
- Mile Bogović, Ante Bežen: Crkva hrvatskih mučenika na Udbini: od ideje, do ostvarenja (2016.)
- Mile Mudrovčić: Ličke priče ispod Velebita (2020.)
- Tomislav Beronić: Misal kneza Anža Frankopana (2023.)

### Objavljeni radovi
Cjelokupna bibliografija objavljenih radova vidljiva je na stranicama CroRis.

## Nagrade
- Državno priznanje za postignuća u zaštiti života i zdravlja radnika na radu te unaprjeđenje sustava zaštite na radu u Republici Hrvatskoj (2015.)

## Vanjske poveznice
- Ivan Mance i Darko Žubrinić, (2015.) Kosinjska dolina i kosinjska glagoljička tiskara, croatianhistory.net
- Memorabilika: Još jedan prilog bogatoj kosinjskoj baštini.
- O bogatoj povijesti Kosinja, kojemu prijeti potapanje (1): Mjesto prve glagoljske tiskare?
- O povijesti Kosinja, kojemu prijeti potapanje (2): Tko je bio Broz Žakan, učitelj popova glagoljaša?
- O povijesti Kosinja, kojemu prijeti potapanje (3): Što kriju neistraženi arheološki lokaliteti?
- O povijesti Kosinja, kojemu prijeti potapanje (4): Evo njegovih glagoljskih spomenika!
- Kosinj, prava riznica kulture i povijesti koju HEP želi potopiti: Nađen glagoljski misal iz 1374. godine
- Znanstveno-stručna konferencija "Kosinjska dolina - jučer, danas, sutra", mr.sc. Ivan Mance: Teza o Kosinjskoj tiskari - presjek tekućeg informacijsko-povijesnog istraživanja
- Tribina sučeljavanja u Matici hrvatskoj: Prijepori oko izgradnje hidrocentrale u Kosinju.
- Veliki intervju s Ivanom Manceom, istraživačem kosinjske povijesti: Što sve Hrvatska gubi ako Kosinj ode pod vodu?
- Kako se u mainstream znanosti cenzuriraju istraživanja o Kosinju i Kosinjskoj tiskari?